# Stephen Albert
Stephen Joel Albert (* 6. Februar 1941 in New York City; † 27. Dezember 1992 in Truro, Massachusetts) war ein US-amerikanischer Komponist.

## Leben
Albert, der als Schüler Klavier, Horn und Trompete spielen lernte, erhielt seinen ersten Kompositionsunterricht im Alter von 15 Jahren bei Elie Siegmeister. Zwei Jahre später wechselte er an die Eastman School of Music, wo er Schüler von Bernard Rogers wurde. Zu seinen weiteren Kompositionslehrern zählte auch der Schwede Karl-Birger Blomdahl; anschließend an sein Studium arbeitete er im Jahre 1963 an der University of Pennsylvania außerdem mit George Rochberg zusammen.
In den folgenden Jahren gab Albert Unterricht an diversen Instituten wie der University of Arts in Philadelphia (1968–70), der Stanford University (1970/71) oder dem Smith College (1974–76). Als Komponist machte er sich in dieser Zeit in kleineren Kreisen einen Namen. Er erhielt eine Reihe von Preisen und Stipendien, etwa vom National Endowment for the Arts.
Den entscheidenden Durchbruch in seiner Karriere erreichte Stephen Albert jedoch mit seiner Ersten Sinfonie RiverRun, ein Werk, das im Auftrag der Sydney L. Herchinger Foundation für das National Symphony Orchestra Washington, D.C. und Mstislaw Rostropowitsch, der eine Aufnahme von Alberts Liederzyklus To Wake the Dead mit großer Begeisterung gehört hatte, entstand. Für diese Sinfonie erhielt Albert 1985 den renommierten Pulitzer-Preis.
Noch im selben Jahr wurde Albert Composer in Residence des Seattle Symphony Orchestra (bis 1988). In den Folgejahren erhielt er zahlreiche Kompositionsaufträge vor allem für amerikanische Orchester. Im Jahre 1988 wurde er als Professor für Komposition an die Juilliard School berufen. Im Dezember 1992 verunglückte Stephen Albert bei einem Autounfall tödlich. 1995 wurde sein Violoncellokonzert mit einem Grammy Award in der Kategorie „Beste zeitgenössische klassische Komposition“ ausgezeichnet.

## Tonsprache
Stephen Alberts erste Werke sind noch Tendenzen der zeitgenössischen Musik wie Serialismus verpflichtet, auch experimentierte der Komponist mit elektronischer Musik. Später sah er allerdings den Serialismus als „Komplexität um der Komplexität Willen“ an und entwickelte eine eigene Tonsprache, die sich von der Avantgarde absetzte.
Alberts reife Werke sind in freier Tonalität gehalten und wurden zuweilen als „neoromantisch“ charakterisiert. Oft baut Albert auf mehreren kleinen motivischen Zellen auf, die stetig abgewandelt werden und miteinander in Interaktion treten. Daneben finden aber auch große, weit ausschwingende Melodien ihren Platz in seiner Musik. Die Klangfarbenpalette ist recht breit und tendenziell eher dunkel geprägt; viele seiner Werke können als nachdenklich und philosophisch charakterisiert werden. Seine Musik ist nicht selten von kraftvollem Pathos erfüllt und wirkt sehr emotional und ausdrucksstark.
Einen großen Einfluss auf Alberts Musik hatte James Joyce. Albert vertonte einige Passagen aus Finnegans Wake und Ulysses und zeigte sich auch sonst von Joyce’ Gedankenwelt stark inspiriert; seine Erste Sinfonie ist ebenfalls unter diesem Einfluss entstanden. Doch auch die Beschäftigung mit antiker griechischer Kultur, insbesondere Theater- und Dichtungsformen, war für ihn von erheblicher Bedeutung.
Albert sah unter anderem Béla Bartók und Gustav Mahler als seine Vorbilder an und betrachtete sich ausdrücklich als einem breiteren Hörerkreis verpflichtet; so hielt er es für notwendig, die seiner Meinung nach von vielen modernen Komponisten hergestellte Kluft zwischen Komponist und Zuhörerschaft zu überwinden. Ungeachtet dieser erklärten Traditionsverbundenheit war seine Musik unverkennbar im 20. Jahrhundert verwurzelt. Albert war zwar der amerikanischen Musikkultur verpflichtet, entwickelte aber eine eigene, unverkennbare Musiksprache, die passagenweise sogar auf nordische und osteuropäische Einflüsse zu verweisen scheint.

## Werke
- Instrumentalmusik
  - Sinfonie Nr.1 RiverRun (1983/84)
  - Sinfonie Nr.2 (1992, ergänzt von Sebastian Currier)
  - Anthem and Processionals (1988)
  - Tapioca Pudding (1991)
  - Violinkonzert In Concordiam (1986, rev. 1988)
  - Violoncellokonzert (1989/90)
  - Klarinettenkonzert Wind Canticle (1991)
  - Tribute für Violine und Klavier (1988)
- Vokalmusik
  - Supernatural Songs für Sopran und Kammerorchester (1964)
  - Wedding Songs für Sopran und Klavier (1964)
  - Bacchae: A Ceremony in Music für Sprecher, Bass, Chor und Orchester (1967)
  - Wolf Time für Sopran und Orchester (1968)
  - To wake the Dead, Liederzyklus nach James Joyce für Sopran und Kammerensemble (1977/78)
  - TreeStone, Liederzyklus nach James Joyce für Sopran, Tenor und Kammerorchester (1983/84)
  - The Stone Harp für Tenor und Kammerensemble (1988)
  - Distant Hills nach James Joyce für Sopran, Tenor und Orchester oder Kammerorchester (1987–89)
  - On Nights like this, Lied nach Rainer Maria Rilke für Sopran und Kammerensemble (1991)
  - Ecce puer, Lied nach James Joyce für Sopran, Oboe, Horn und Klavier (1992)[4]